# هولدن وی‌تی کمودور

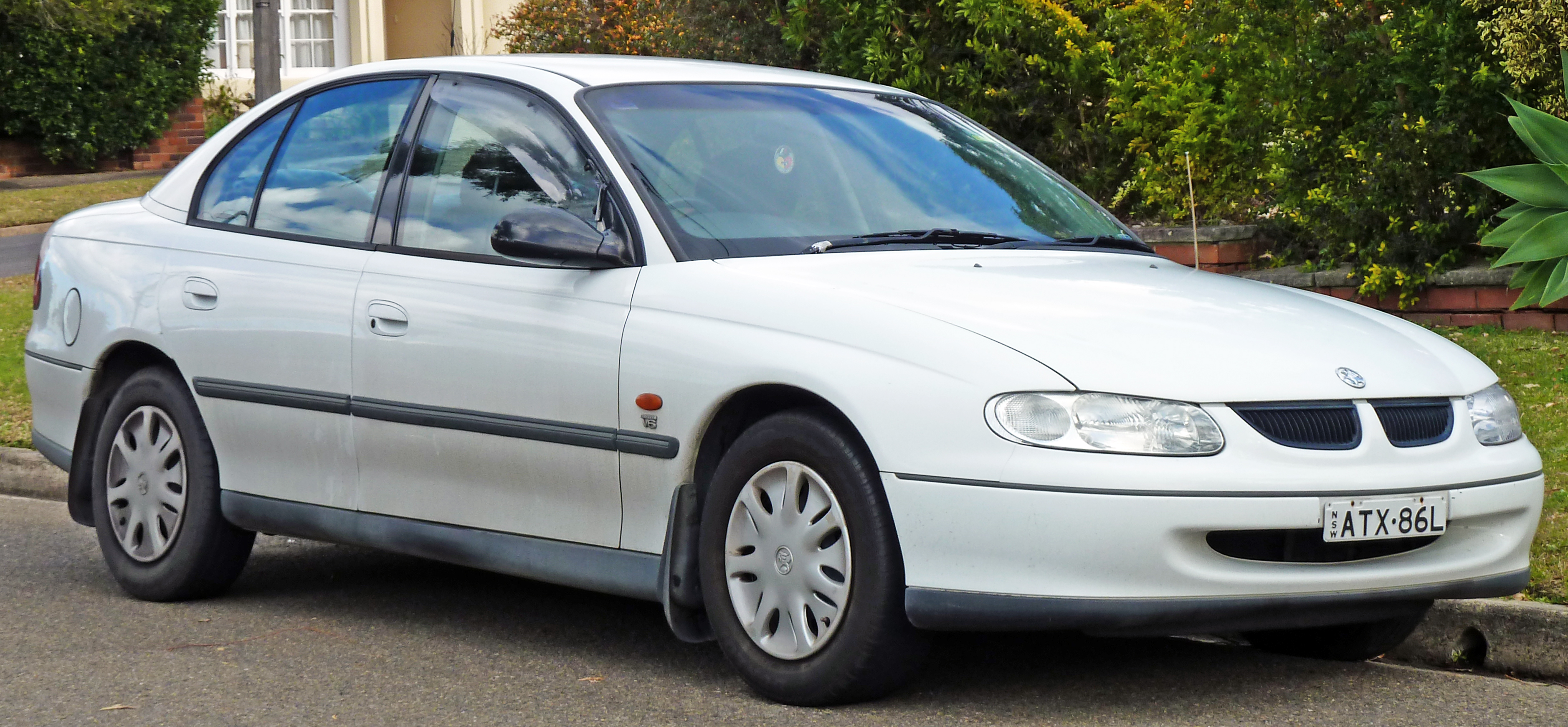

هولدن وی‌تی کمودور (Holden VT Commodore) خودرویی است که در سال‌های ۱۹۹۷ تا ۲۰۰۰در استرالیا تولید شده‌است.
این خودرو در کلاس خودرو سایز بزرگ قرار گرفته و طول آن در حالت طبیعی ۴٬۸۸۲ میلیمتر (۱۹۲٫۲ اینچ) است. سیستم جعبه‌دندهٔ آن ۶ دنده به دو صورت خودکار و دستی است.